# G. Love & Special Sauce

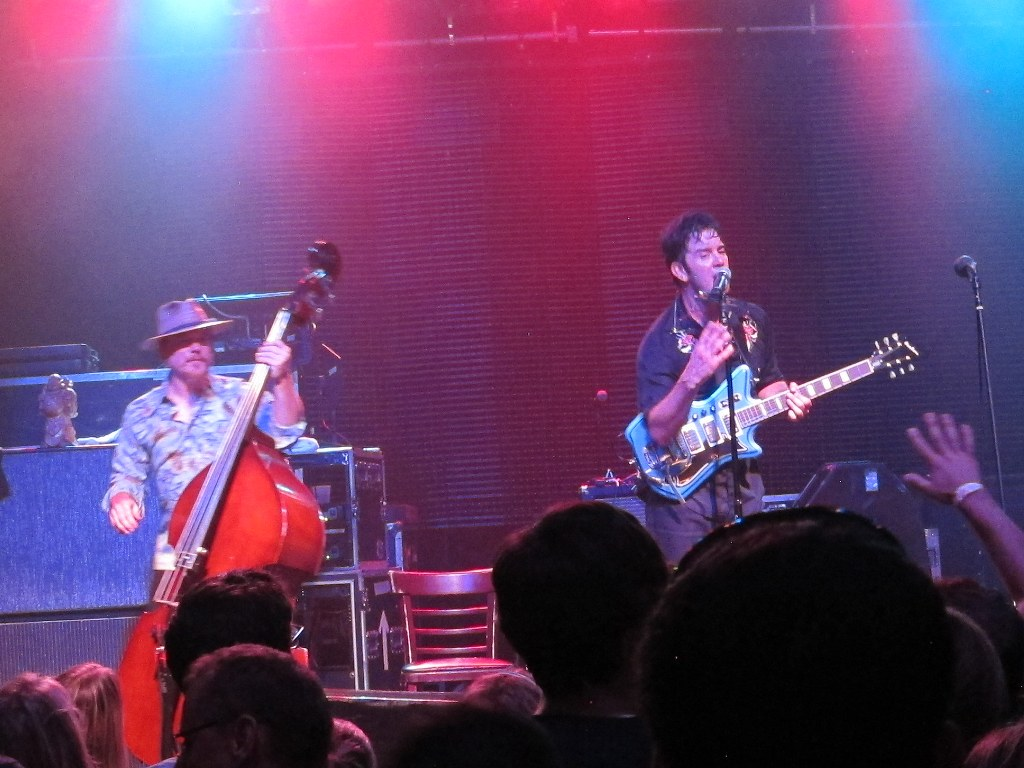
G. Love & Special Sauce, 2015

G. Love & Special Sauce – grupa muzyczna pochodząca z Filadelfii, wykonująca alternatywny hip-hop połączony z unikatowymi rytmami bluesa i R&B.

## Historia
Grupa powstała w styczniu 1993 roku, kiedy to Garrett Dutton, dając jeden ze swoich koncertów w barze The Tam O’Shanter w Bostonie, poznał perkusistę Jeffreya Clemensa. Rozpoczęli wtedy pracę jako duet. Parę miesięcy później dołączył do nich basista Jim Prescott. Po tym fakcie powstał zespół. W 1994 roku wydali swój debiutancki album. Album ten odniósł duży sukces, po części zawdzięczając go singlowi „Cold Beverage” często emitowanego w stacji MTV.
W 1995 roku ukazał się ich drugi album zatytułowany „Coast to Coast Motel”. Mimo że nie odniósł takiego sukcesu jak ich pierwszy album, przez wielu krytyków uważany jest za dużo lepszy. Podczas tournée po wydaniu drugiej płyty omal nie doszło do rozpadu zespołu z powodu nieporozumień na temat finansów grupy. Wtedy też 3 członków grupy poszło własnymi drogami, a Dutton kontynuował karierę solową.
W październiku 1997 roku wydali kolejny album który miał połączyć ich oddzielne pomysły. Do nagrania albumu „Yeah, It’s That Easy” grupa zaprosiła do współpracy takie zespoły jak All Fellas Band, Philly Cartel, King’s Court oraz Dr. John. Album ten w dużym stopniu przypominał debiutancki album.

## Dyskografia
Pierwsze pięć albumów to dema zespołu lub piosenki wydane w późniejszych albumach.
- G. Love Has Gone Country (1998)
- In the Kings Court
- Back in the Day (1993)
- Oh Yeah
- Front Porch Loungin
- G. Love and Special Sauce (1994)
- Coast to Coast Motel (1995)
- Yeah, It’s That Easy (1997)
- Philadelphonic (1999)
- Electric Mile (2001)
- „The Hustle”
- The Best of G. Love and Special Sauce (2002)
- Lemonade (2006)
- A Year and a Night with G. Love and Special Sauce CD/DVD (2007)
- Superhero Brother (2008)
- Long Way Down (album)|Long Way Down (2009)